# Capasa pratti
Capasa pratti là một loài bướm đêm trong họ Geometridae.